# Monastère de Nicula
Le monastère de Nicula (roumain: Mănăstirea Nicula ou Mânăstire Nicula; hongrois: Füzesmikolaikolostor) est un lieu de pèlerinage marial situé près du village de Nicula qui appartient à la commune de Fizeșu Gherlii (région de Transylvanie, nord-ouest de la Roumanie). Au centre des pèlerinages annuels, surtout à la date du 15 août, jour de la dédicace du monastère, se trouve une icône de la Mère de Dieu, qui a pleuré en 1694 ou en 1699 suivant les documents de l'époque.

## Étymologie
D'après l'historien hongrois du début du XXe siècle, József Kádár, dans son œuvre sur le  Comitat de Szolnok-Doboka, le nom de Nicula dériverait du premier propriétaire de l'endroit ou de saint Nicolas, patron de l'église du village de Nicula. Suivant l'historien gréco-catholique du milieu du XXe siècle et administrateur du sanctuaire à l'époque, Victor Bojor, la tradition affirme que l'endroit doit son nom à un ermite du nom de Nicolae. Cette dernière hypothèse, qui ne s'appuie sur aucune source historique, est reprise et développée par des auteurs plus récents, surtout orthodoxes.

## Date de fondation
Kádár mentionne l'attestation, pour l'an 1552, de l'existence d'une église en bois (hongrois: fatemplom) sur la colline près de Nicula. Cette date se trouve dans tous les ouvrages orthodoxes comme date de fondation du monastère. Cependant, le passage en question est très embrouillé et il se peut que l'auteur ait confondu l'église paroissiale du village sur la colline dite Vergheleu avec l'église du lieu de pèlerinage de la colline Podereiul. Voilà pourquoi la large majorité des historiens gréco-catholiques, en se basant sur une inscription de 1712, sont d'avis que la première église du monastère de Nicula a été fondée par le comte et gouverneur de Transylvanie Zsigmond Kornis (latin: Sigismundus Cornis; roumain: Sigismund Corniș) et date de 1700-1705 ou 1700-1712. L'adhésion à l'une ou à l'autre hypothèse indique surtout une prise de position dans les revendications qui opposent l'Église orthodoxe roumaine et l'Église roumaine unie avec Rome, gréco-catholique, dont chacune a été à un moment donné le propriétaire de l'endroit et qui chacune essaye de montrer qu'elle était le premier propriétaire de l'endroit.

## Raison de la fondation
Pour l'Église orthodoxe roumaine, la fondation de la première église est due à l'ermite Nicolae ou à une première communauté monacale orthodoxe, dont la seule preuve pourrait être le fait que l'église du lieu de pèlerinage est désignée de mânăstire, "monastère". Pour un large pourcentage de l'Église gréco-catholique, la fondation de l'église est la conséquence d'une décision de l'empereur Léopold Ier de Habsbourg. À la suite d'un conflit entre le comte Zsigmond Kornis et les habitants de Nicula pour déterminer à qui revenait une icône de la Mère de Dieu, qui avait pleuré dans l'église paroissiale de Nicula et ensuite enlevée par le comte, l'empereur aurait ordonné de ne donner l'icône ni à l'un, ni à l'autre, mais de la placer dans une église située aux marges du village de Nicula et accessible à tous les fidèles de toute confession. Cependant, cette décision est elle aussi transmise seulement par la tradition.

## Dissensions et conflits
Il existe plusieurs dissensions et conflits autour du monastère de Nicula. Une dissension importante concerne l'icône : l'histoire la plus ancienne connue qui porte sur cette image sainte, l'Historia Thaumaturgae Virginis Claudiopolitanae, éditée en 1736 par les jésuites, affirme en effet que l'icône a été transférée après le miracle d'abord dans la localité de Mănăstirea et ensuite, après un nouveau détour par Nicula, dans l'église jésuite de Cluj, l'actuelle église des Piaristes. Cependant, au XIXe siècle, les gréco-catholiques de l'éparchie de Cluj prétendent que l'original se trouve toujours à Nicula et un grand pèlerinage annuel s'organise autour de cette icône. En 1948, lorsque l'Église gréco-catholique roumaine est interdite par le régime communiste et que les orthodoxes reprennent le lieu de pèlerinage, ces derniers changent leur attitude face à l'icône de Nicula : jusqu'à présent, ils avaient soutenu la version des jésuites. À présent, ils se disent convaincus que l'icône originelle est bien celle de Nicula et non celle de Cluj. Après la redécouverte de cette dernière en 1962 - elle avait disparu à la suite de la confiscation du monastère en 1948 -, les orthodoxes la font restaurer en 1991. Lorsqu'elle est présentée aux fidèles une année plus tard, elle a changé d'apparence. À présent, des rumeurs gréco-catholiques prétendent que leur original, celui qui se trouvait au XIXe siècle à Nicula, a été détruit pendant la restauration et remplacé par une copie pastiche.
Le conflit concerne le lieu de pèlerinage en lui-même, les biens mobiliers et immobiliers qui ont appartenu à celui-ci suivant l'inventaire de 1948 (dont des copies continuent à exister). Jusqu'en 1948, le sanctuaire était en effet administré par l'Église gréco-catholique, d'abord par des administrateurs choisis parmi le clergé séculier et, dès 1936, par des moines de l'ordre de Basile le Grand. En 1948, le monastère passe à l'Église orthodoxe et demeure en sa possession jusqu'à aujourd'hui. Depuis la réhabilitation de l'Église gréco-catholique en 1989/1990, les deux Églises clament que le sanctuaire leur appartenait à l'origine, l'Église gréco-catholique sur la base de documents du XIXe et du XXe siècle qui attestent sa présence et ses investissements sur les lieux, l'Église orthodoxe en utilisant le mythe de l'ermite Nicula, qui aurait été orthodoxe. Faute d'entente, le statu quo est maintenu: le site reste sous contrôle orthodoxe et les gréco-catholiques n'y accèdent plus officiellement.

## Littérature
L'ensemble des historiographies sur Nicula ont été analysées dans:
- Philippe Henri Blasen: Le cas Nicula, Editura Mega, Cluj, 2011

Le même auteur a aussi étudié l'histoire du miracle en 1699 et de l'installation du monastère gréco-catholique en 1936:
- Philippe Henri Blasen: Le Miracle de Nicula: confrontation du procès-verbal de l’enquête (1699), de Maria Virgo Claudiopolitana (1714) et de l’Historia Thaumaturgae Virginis Claudiopolitanae (173[6]). In: Studia Universitatis Babeș-Bolyai Theologia catholica, Nr.1, 2013
- Philippe Henri Blasen: L'évêque Iuliu Hossu et Nicula: du mănăstire au monastère (1936). In: Studia Universitatis Babeș-Bolyai Theologia catholica, Nr. 2, 2011